# バンコク首都圏

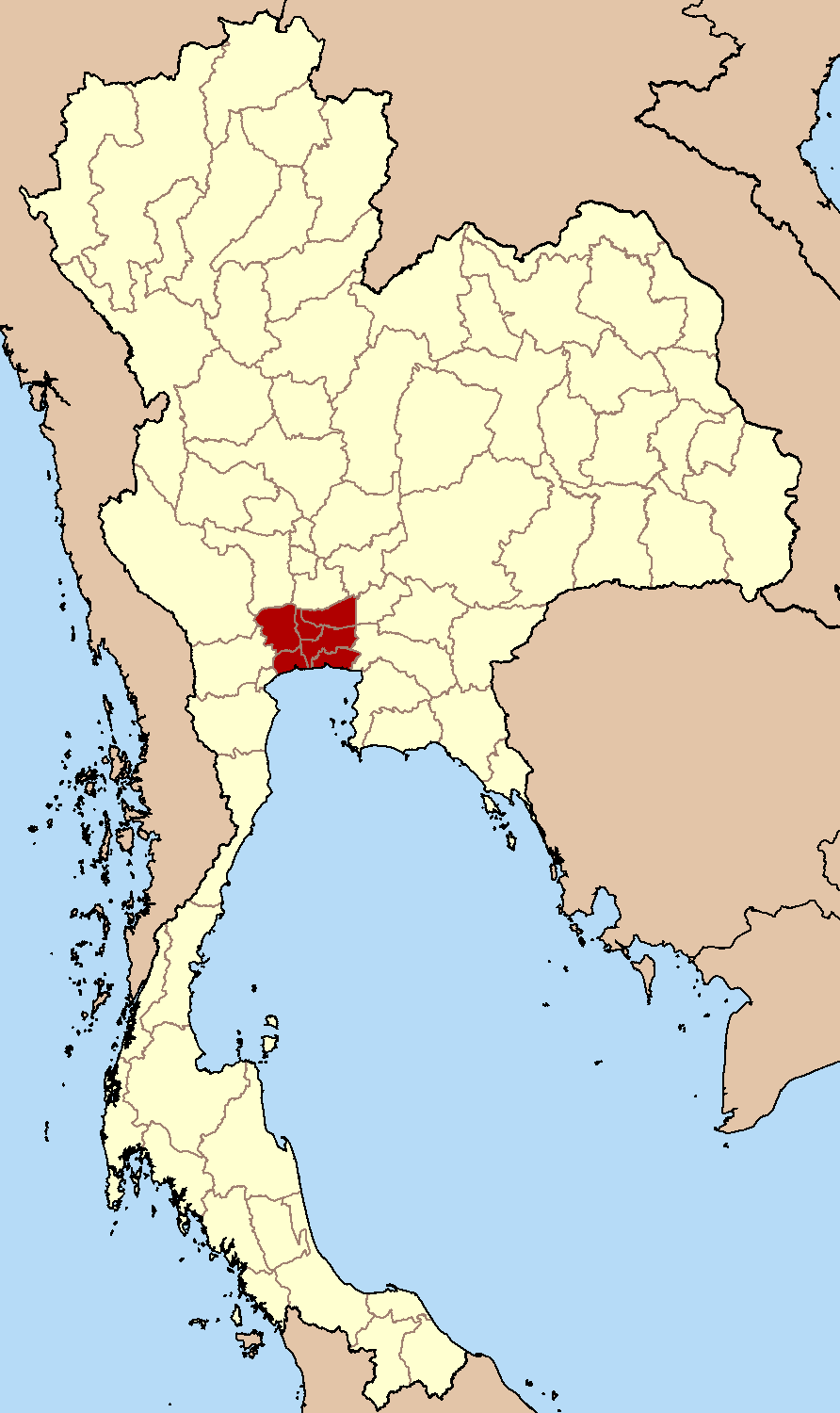
バンコク首都圏

バンコク首都圏（バンコクしゅとけん）（BMR、英語: Bangkok Metropolitan Region;タイ語: กรุงเทพมหานครและปริมณฑล)は、タイ王国の首都バンコクを取り巻く都市的地域で、バンコク都とタイ中部の隣接５県（ノンタブリー県 サムットプラーカーン県 パトゥムターニー県 サムットサコーン県 ナコーンパトム県）を指し、都県を超えて国家的に都市政策が行われる地域である。 面積7,761.6km² 人口は1400万人を超える東南アジアを代表する大都市圏の一つである。
近年はさらに工業化地域が外縁部へ拡大し，国家経済社会開発委員会（NESDB）が隣接4県（チョンブリー県 ラヨーン県 アユタヤ県 チャチューンサオ県）を加えた拡大バンコク都市圏（EBMR）や、バンコク都市圏（BUR）を定義しており日本で経済産業省が利用している。